# 반지의 제왕 온라인: 어둠의 제국 앙그마르
《반지의 제왕 온라인: 어둠의 제국 앙그마르》(The Lord of the Rings Online, LOTRO)는 J. R. R. 톨킨의 판타지 서사 소설《반지의 제왕》을 바탕으로 터바인에서 제작한 온라인 게임이다.
- 2009년 4월 16일《반지의 제왕 온라인: 모리아 광산》이 업데이트되었다. 이와 더불어 25 레벨 이하의 유저 및 몬스터 플레이어들은 모든 것을 무료로 플레이를 할 수 있게 되었다.

## 특이 사항
반지의 제왕 온라인은 매우 넓은 맵 크기를 자랑한다. 그 면적은 무려 3만 제곱마일로, 맵이 큰 게임 순위 2위에 해당하는 크기다.

## 평가
| 통합 점수   | 통합 점수        |
| 통합사      | 점수             |
| ----------- | ---------------- |
| 메타크리틱  | 86% (40 reviews) |
| 평론 점수   |                  |
| 평론사      | 점수             |
| 1UP.com     | A                |
| 유로게이머  | 9 / 10           |
| 게임 인포머 | 8.5 / 10         |
| 게임스팟    | 8.3 / 10         |
| 게임스파이  | 4.5 / 5          |
| IGN         | 8.6 / 10         |

| 수상   | 수상                                                                             |
| 평론사 | 수상                                                                             |
| ------ | -------------------------------------------------------------------------------- |
|        | Golden Joystick PC Game of the Year 2007                                         |
|        | GameSpy MMO of the Year award 2007                                               |
|        | The Top 10 Money-Making MMOs of 2008 (#8)                                        |
|        | Lord of the Rings Online: Mines of Moria named 1Up's Reader Choice "Best MMORPG" |
|        | Lord of the Rings Online: RPGLand's "Best Free-to-Play MMORPG of 2010"           |

## 같이 보기
- 반지의 제왕